# Zombi 2
Zombi 2 és un film italià de zombis de 1979, dirigit per Lucio Fulci. Va ser adaptat d'un guió original de Dardano Sacchetti, com una seqüela a Dawn of the Dead (1978) de George A. Romero, el qual havia estat estrenat a Itàlia amb el títol de Zombi. Hi actuen Tisa Farrow, Ian McCulloch, i Richard Johnson, i la banda sonora va a càrrec de Fabio Frizzi.
La pel·lícula narra la història d'una noia, que viatja a una illa caribenya amb la intenció de trobar el seu pare, un científic desaparegut. L'illa està maleïda pel vudú, i els morts s’alcen contra els vius.
Fou concebuda com un retorn a les històries de zombis clàssiques. Produïda amb un pressupost baix de 410 milions de lires italianes, la pel·lícula va rescabalar-ne amb escreix els costos de producció. L'estrena al Regne Unit va ser controvertida, i li fou atorgada la categoria de "video nasty" (vídeo repugnant). Tanmateix, en els anys subsegüents la consideració crítica de la pel·lícula va millorar, fins al punt d'esdevenir de culte.

## Producció
Zombi 2 serveix de seqüela a Zombi, una reedició italiana de la pel·lícula de 1978 Dawn of the Dead, de George A. Romero. Zombi havia estat editada per Dario Argento amb una nova banda sonora del grup Goblin, i va tenir molt d'èxit a Itàlia. Com la llei italiana de drets d'autor permet que tota pel·lícula pugui ser publicitada com una seqüela de qualsevol altra obra, el projecte va tirar endavant i rebé el finançament del productor Fabrizio De Angelis. El director Enzo G. Castellari va rebre inicialment la oferta de dirigir-la, però no es va veure amb cor. Lucio Fulci era la segona opció de De Angelis, i fou contractat pel seu maneig de les escenes violentes a les pel·lícules Sette note in nero i Non si sevizia un paperino.
La producció va tenir lloc durant el juny i juliol de 1979. El rodatge es produí a Latina, Itàlia, així com a Nova York i Santo Domingo. L'escena de l'atac del tauró va ser enginyada per Ugo Tucci, i va ser rodada per Giannetto De Rossi sense l'aprovació de Fulci, a Isla Mujeres, amb un entrenador de taurons local fent de zombi.

## Banda sonora
La música de Zombi 2 va ser composta per Fabio Frizzi, qui ja havia col·laborat amb Fulci a Sette nota in nero, I quattro dell'apocalisse i Sella d'argento. Zombi 2 fou la primera pel·lícula de terror en què treballaren plegats, a diferència de les anteriors que eren dels gèneres spaghetti western i giallo. Frizzi s'inspirà particularment en la melodia de la cançó "A Day in the Life", dels Beatles. També inclogué referències a la música caribenya. La banda sonora va ser publicada en vinil per Death Waltz Records el 2015.